# ساعت مچی خورشیدی

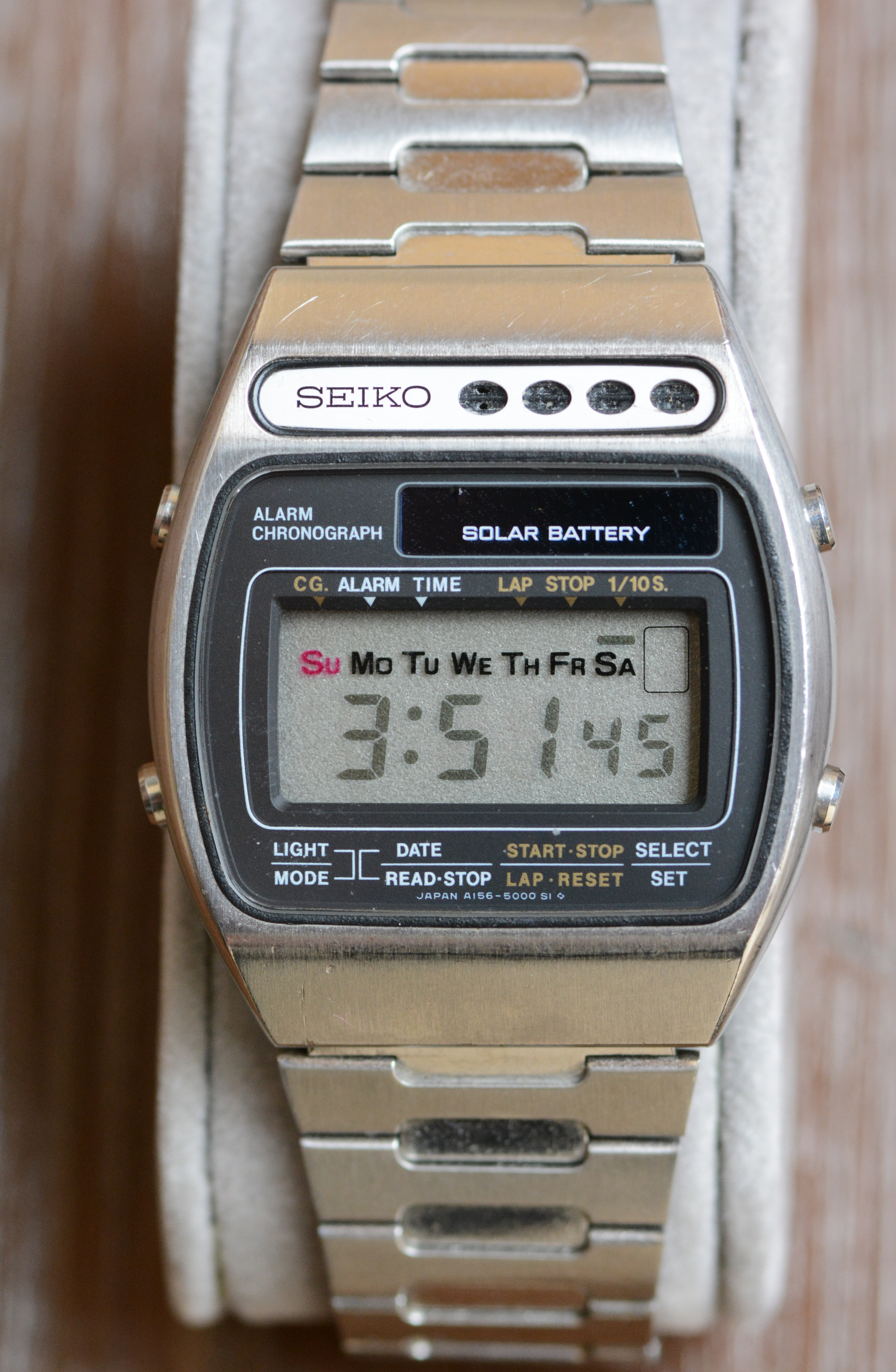
سیکو ال‌سی‌دی سولار آلارم کرونوگراف A۱۵۶-۵۰۰۰، ۱۹۷۸: اولین ساعت سیکو با انرژی خورشیدی

ساعت مچی خورشیدی یا ساعت مچی نوری نوعی ساعت مچی است که به‌طور کامل یا بخشی از آن انرژی مورد نیاز خود را از سلول‌های خورشیدی تأمین می‌کند.
برخی از ساعت‌های خورشیدی اولیه در دهه ۱۹۷۰ دارای طراحی‌های بدیع و منحصر به فردی به منظور همساز کردن مجموعه ای از سلولهای خورشیدی فتوولتائیک مورد نیاز برای تغذیه خود بودند (سینکرونار، نپرو، سیکورا و برخی مدلهای کریستالونیک، آلبا، ریتم، سیکو و سیتیزن). در دهه ۱۹۹۰، سیتیزن شروع به فروش ساعت‌هایی نوری با عنوان سری اکو-درایو کرد. از زمان معرفی، دستگاه‌های فتوولتائیک، کارایی و به تبع آن ظرفیتشان تا حد زیادی بهبود بخشیده شده‌است. 
امروزه ساعت سازان فناوری‌های خود را به گونه ای توسعه داده‌اند که ساعت‌های مجهز به انرژی خورشیدی در بخش عمده ای از طیف ساعت‌هایشان را تشکیل دهد. چندین تولیدکننده ساعت دیگر نیز در حال حاضر ساعت‌های مشابهی ارائه می‌دهند یا در حال توسعه چنین فناوری‌ای هستند. این تولیدکنندگان ساعت دیگر شامل (در میان دیگران) جانگهنز، کاسیو، سیکو و اورینت هستند
.

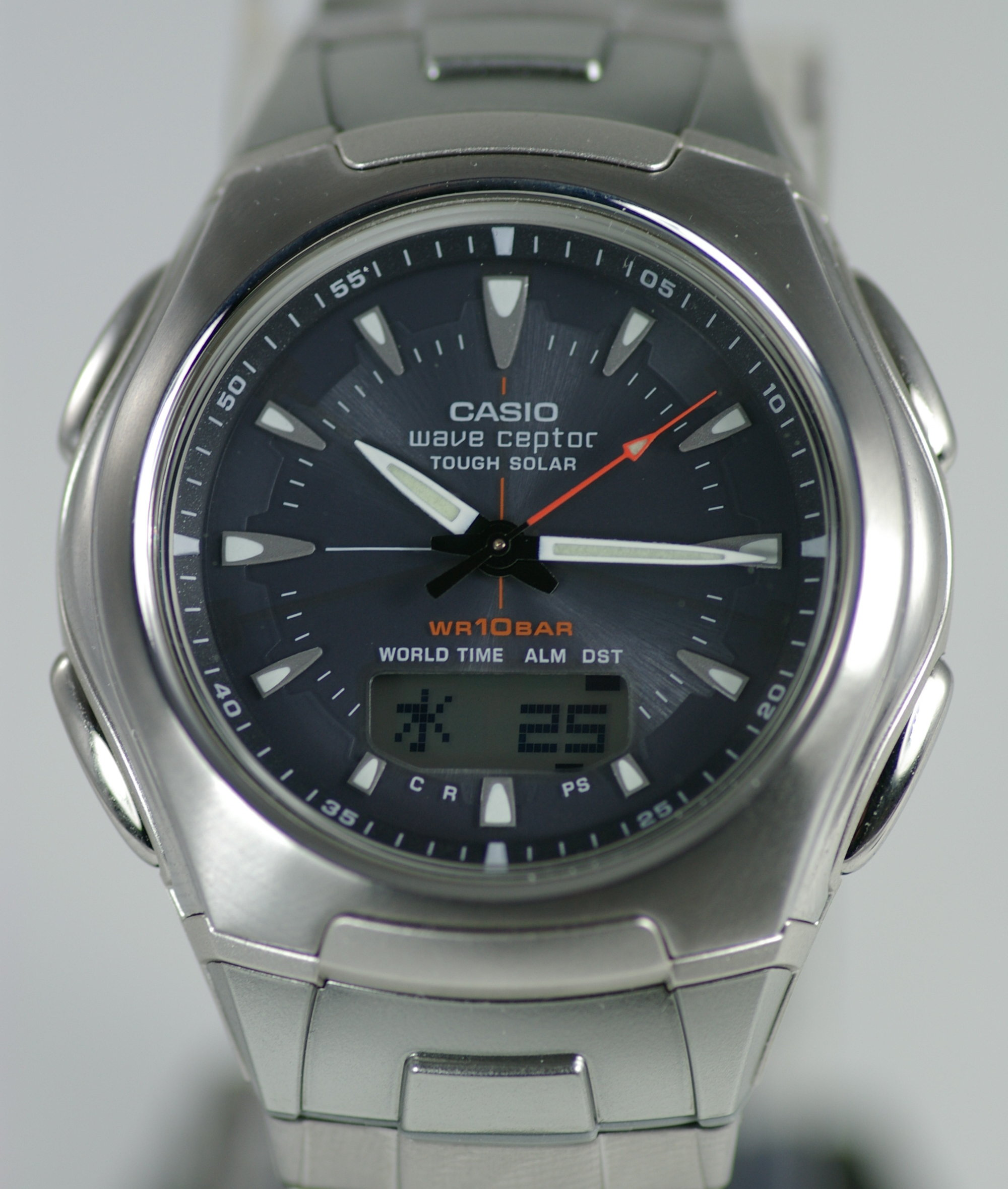
یک ساعت مچی مدرن مجهز به انرژی خورشیدی کاسیو

به‌طور معمول، نور خورشید و نور مصنوعی توسط یک پنل خورشیدی که در پشت شیشه قرار دارد، جذب می‌شوند. صفحه ساعت یا یک لایه بالاتر یا عملاً روی پنل خورشیدی قرار دارد. این پنل خورشیدی نور را به انرژی الکتریکی تبدیل می‌کند تا ساعت را تغذیه کند. این ساعت معمولاً انرژی را در یک سلول قابل شارژ ذخیره می‌کند تا در طول شب یا هنگامی که زیر لباس پوشیده شده‌است (مانند آستین)، خود را تغذیه کند.
ساعت‌های سیتیزن از باتری‌های لیتیوم-یونی برای ذخیره انرژی کافی به منظور تغذیه ساعت به مدت چندین ماه/سال بدون قرار گرفتن در معرض نور استفاده می‌کنند. به این ترتیب ساعت می‌تواند وارد حالت صرفه جویی در مصرف انرژی یا خواب شود که در این حالت، تا زمانیکه ساعت دوباره در معرض نور قرار گیرد، عقربه‌های ثانیه شمار متوقف می‌شوند. روشن کردن گرچه همهٔ مدل‌ها از حالت صرفه جویی در مصرف انرژی پشتیبانی نمی‌کنند، اما بازهم نسخه‌های آنالوگ غیرپیچیده (فقط تاریخ) تولید سیتیزن به‌طور معمول شش ماه شارژ خود را حفظ خواهند کرد.
ساعتهای خورشیدی ارزان قیمتی برای اولین بار در دهه ۱۹۸۰ وارد بازار شدند و در بین کودکان به محبوب شده بودند. این ساعت‌ها اغلب دارای شخصیت‌های تخیلی معروفی مانند تبدیل‌شوندگان یا GI Joe بودند.